# Mimolagrida ruficollis
Mimolagrida ruficollis är en skalbaggsart som beskrevs av Stefan von Breuning 1957. 
Mimolagrida ruficollis ingår i släktet Mimolagrida och familjen långhorningar. Artens utbredningsområde är Madagaskar. Inga underarter finns listade i Catalogue of Life.